# 1755 (groupe)
Pour les articles homonymes, voir 1755 (homonymie).
1755 est un groupe de musique traditionnelle acadien. Il figure parmi les importants groupes de l'histoire de la musique populaire en Acadie,.

## Historique
Le groupe a été créé en 1977. Adopté quelques années après sa formation, le nom du groupe fait référence à l'année de la Déportation des Acadiens.
Les premières prestations de 1755 ont eu lieu dans des bars de Moncton en 1977.
Le groupe s'est séparé en 1984.
Le 21 août 1994, 1755 s'est réunit pour produire un spectacle devant 10 000 personnes au Colisée de Moncton à l'occasion du premier congrès mondial acadien. Le spectacle a donné lieu au quatrième et seul album live du groupe, Les retrouvailles de la famille.
1755 s'est produit à nouveau à l'occasion de la Fête nationale de l'Acadie en 2005 à Moncton, au Nouveau-Brunswick. Ces festivités du 15 août 2005 ont eu une importance particulière parce qu'elles ont marqué le 250e anniversaire de la déportation des Acadiens.
À l'été 2008, 1755 s'est produit aux Îles de la Madeleine, au Québec, à Neguac, Lamèque, et Shediac avec Suroît et Reveil, à Edmundston à l'occasion de la 30e Foire brayonne et au Festival acadien de Clare, à la Baie Sainte-Marie en Nouvelle-Écosse.
Le groupe, depuis quelques années, se produit occasionnellement à travers la Francophonie, ainsi que dans de nombreuses villes du Nouveau-Brunswick.
Le groupe 1755 a annoncé le mercredi 9 juillet 2025 qu'il jouera son dernier concert en octobre 2025 à Moncton après presque 50 ans de scène.

## Style musical
Alliant le folk, le country et le rock sur des paroles de chansons traditionnelles écrites par les membres du groupe ou par le poète Gérald Leblanc, le groupe est une figure emblématique de la musique acadienne au Nouveau-Brunswick.
Le groupe chante en français et en chiac, l'argot local du Sud-Est du Nouveau-Brunswick.
1755 a lancé le mouvement musical acadien à l'échelle internationale. Le groupe a inspiré d'autres artistes acadiens comme Fayo, La Virée (groupe) et Dominique Dupuis.

## Membres
Le groupe est formé de Kenneth Saulnier, Pierre Robichaud, Roland Gauvin, Donald Boudreau et Ronald Dupuis.
Gérard Forest était un membre fondateur du groupe musical.
Chacun des membres a sorti des albums solos ou ont joué au sein d'autres groupes tels que Les Méchants Maquereaux, Suroît, Glamour Puss Blues Band.
Les membres du groupe ont participé, en 1979, au film de l'ONF : Le frolic, cé pour ayder.

## Produits dérivés
En juillet 2016, le groupe étant à l'aube de son 40e anniversaire, les membres du groupe décidèrent de mettre en marché un cahier de leur répertoire musical. Cherchant des commanditaires, ils ont contacté la distillerie Fils du Roy à Petit-Paquetville comme commanditaire. Au lieu d'une commandite en argent, la brasserie eut l'idée de brasser une bière hommage 1755 en vente dans certains magasins d'Alcool N-B  et dans leur commerce en août 2016.
En octobre 2017, 1755 publie le livre Les chansons du groupe 1755 auprès des Éditions de la Francophonie. Ce cahier regroupe les paroles ainsi que les partitions des chansons du groupe.

## Prix
- 2022 : Chanson Le monde a bien changé intronisée au Panthéon des auteurs et compositeurs canadiens[12],[13]
- 2023 : Prix Albert-M.-Sormany remis par la SANB[14]